# Kleingebiet Zalakaros
Das Kleingebiet Zalakaros (ungarisch Zalakarosi kistérség) bestand von 2007 bis Ende 2012 als ungarische Verwaltungseinheit (LAU 1) innerhalb des Komitats Zala in Westtransdanubien. Im Zuge der Verwaltungsreform gelangten alle 19 Ortschaften Anfang 2013 in den Kreis Nagykanizsa (ungarisch Nagykanizsai járás).
Ende 2012 lebten auf einer Fläche von 311,86 km² 12.628 Einwohner. Die Bevölkerungsdichte des Kleingebiets mit der zweitniedrigsten Bevölkerungszahl lag mit 40,5 Einwohnern/km² deutlich unterhalb des Komitatsdurchschnitts (74 Einwohner/km²).
Der Verwaltungssitz befand sich in der einzigen Stadt Zalakaros (1.849 Ew.). Die bevölkerungsreichste Ortschaft war mit 2.982 Einwohnern die Gemeinde Zalakomár (inzwischen eine Großgemeinde, ungarisch nagyközség).

## Ortschaften
Die folgenden 19 Ortschaften gehörten zum Kleingebiet Zalakaros:
| Balatonmagyaród | Galambok   | Garabonc       | Gelse     | Kerecseny   |
| Kilimán         | Kisrécse   | Miháld         | Nagyrada  | Orosztony   |
| Pat             | Sand       | Zalakaros      | Zalakomár | Zalamerenye |
| Zalasárszeg     | Zalaszabar | Zalaszentjakab | Zalaújlak |             |